# Малое Кикерино
Ма́лое Кике́рино (фин. Pieni-Kikkeri) — деревня в Калитинском сельском поселении Волосовского района Ленинградской области.

## История
Впервые упоминается в Писцовой книге Водской пятины 1500 года как сельцо Кикерино в Спасском Зарецком погосте.
Затем как деревня Kikirina by в Зарецком погосте в шведских «Писцовых книгах Ижорской земли» 1618—1623 годов.
На карте Ингерманландии А. И. Бергенгейма, составленной по материалам 1676 года, она обозначена деревня Kikerina.
Kikerina упоминается и на шведской «Генеральной карте провинции Ингерманландии» 1704 года.
Согласно 6-й ревизии 1811 года мыза Кикерино принадлежала коллежскому советнику барону Ф. И. Местмахеру.
Деревня Малая Кикерина из 17 дворов и смежная с ней мыза баронессы Махер, упоминаются на «Топографической карте окрестностей Санкт-Петербурга» Ф. Ф. Шуберта 1831 года.
Согласно 8-й ревизии 1833 года мыза Кикерино и деревня Малое Кикерино принадлежали коллежскому советнику П. Ф. Местмахеру.

КИКЕРИНО БОЛЬШОЕ И МАЛОЕ — деревня принадлежит жене генерала от инфантерии Довре, число жителей по ревизии: 115 м. п., 118 ж. п. (1838 год)

На этнографической карте Санкт-Петербургской губернии П. И. Кёппена 1849 года она обозначена как деревня «Kl. Kikkeri», расположенная в ареале расселения савакотов. В пояснительном тексте к этнографической карте она записана как деревня Klein Kikkeri (Малое Кикерино) и указано количество её жителей на 1848 год: савакотов — 49 м. п., 50 ж. п., всего 99 человек.

КИКЕРИНО МАЛОЕ — деревня наследников генерала Довре, по просёлочной дороге, число дворов — 15, число душ — 36 м. п. (1856 год)

Согласно «Топографической карте частей Санкт-Петербургской и Выборгской губерний» в 1860 году деревня Малое Кикерино насчитывала 14 крестьянских дворов и один постоялый двор.

МАЛОЕ КИКЕРИНО — деревня владельческая при колодцах и ключах, по Самрянской дороге по левую сторону, в 51½ версте от Петергофа, число дворов — 14, число жителей: 39 м. п., 48 ж. п. (1862 год)

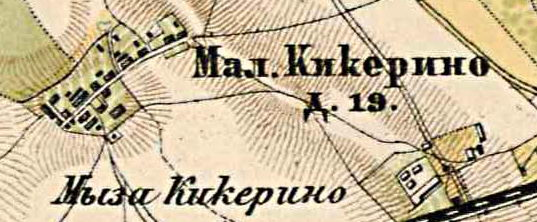
План мызы и деревни Малое Кикерино. 1885 год

В 1885 году деревня насчитывала 19 дворов.
Согласно материалам по статистике народного хозяйства Петергофского уезда 1887 года мыза Кикерино площадью 1555 десятин принадлежала сенатору П. Ф. Лилиенфельду, она была приобретена до 1868 года. Охота и харчевня сдавались в аренду.
В конце XIX века деревня административно относилась к Губаницкой волости 1-го стана Петергофского уезда Санкт-Петербургской губернии, в начале XX века — 2-го стана. Население деревни было однородным — финским.
В 1900 году в своём имении Кикерино у железной дороги близ деревни Малое Кикерино Ф. П. фон Лилиенфельд-Тоаль построил Балтийский гончарно-изразцовый завод.
По данным «Памятной книжки Санкт-Петербургской губернии» за 1905 год мыза Кикерино площадью 1192 десятины принадлежала дворянину Фердинанду Павловичу Лилиенфельд-Тоалю, в имении был телефон.
В июле 1906 года выдающийся художник-керамист рубежа XIX—XX веков Пётр Кузьмич Ваулин вместе со своим компаньоном, Осипом Осиповичем Гельдвейном, взял в аренду гончарно-изразцовый завод Лилиенфельд-Тоаля, а через год они выкупили его. На этом заводе некоторое время работал художником Николай Рерих. Майолика, выпускавшаяся здесь, до сих пор украшает многие дома Санкт-Петербурга.
К 1913 году количество дворов не изменилось.
В 1917 году завод П. К. Ваулина был закрыт, а на его основе был организован завод «Горн» по производству технической керамики. В январе 1926 года на заводе произошёл пожар. Сейчас завод находится на территории посёлка Кикерино.
С 1917 по 1923 год деревня Малое Кикерино входила в состав Кикеринского сельсовета Губаницкой волости Петергофского уезда.
С 1923 года в составе Троцкого уезда.
Согласно данным переписи населения СССР 1926 года в деревне Малое Кикерино проживали 148 человек, большинство финны, а также русские и эстонцы.
С февраля 1927 года в составе Венгиссаровской волости. С августа 1927 года в составе Волосовского района.
По данным 1933 года деревня Малое Кикерино входила в состав Кикеринского сельсовета Волосовского района с центром в рабочем посёлке Кикерино.

Деревня Малое Кикерино на карте 1934 года

Согласно топографической карте 1934 года деревня насчитывала 19 дворов.
Деревня была освобождена от немецко-фашистских оккупантов 27 января 1944 года.
С 1963 года в составе Кингисеппского района.
С 1965 года вновь в составе Волосовского района.
По данным 1966 года деревня Малое Кикерино также находилась в составе Кикеринского сельсовета.
По данным 1973 и 1990 годов деревня Малое Кикерино входила в состав Калитинского сельсовета с центром в деревне Курковицы.
В 1997 году в деревне проживал 31 человек, в 2002 году — 46 человек (русские — 96 %), в 2007 году — 26, в 2010 году — 31 человек.

## География
Деревня расположена в восточной части района на автодороге 41А-002 (Гатчина — Ополье).
Расстояние до административного центра поселения — 3,5 км.
Расстояние до ближайшей железнодорожной станции Кикерино — 1,5 км.

## Демография
| 1848 | 1862 | 1997 | 2002 | 2007 | 2010 | 2013 |
| ---- | ---- | ---- | ---- | ---- | ---- | ---- |
| 99   | ↘87  | ↘31  | ↗46  | ↘26  | ↗31  | →31  |
| 2017 |      |      |      |      |      |      |
| ↗36  |      |      |      |      |      |      |

### Национальный состав
Согласно данным Всероссийской переписи населения 2021 года в деревне проживали 26 человек, из них:
 русские — 21, финны — 1 человек, остальные национальность не указали.

## Инфраструктура
На 1 января 2013 года в деревне было зарегистрировано: домов — 65, хозяйств — 18, дачных хозяйств — 71, дачников — 35.

## Улицы
Луговая, Новая, Полевая.